# Locmalo
Locmalo (in bretone: Lokmac'hloù) è un comune francese di 875 abitanti situato nel dipartimento del Morbihan nella regione della Bretagna.

## Società

### Evoluzione demografica
Abitanti censiti